# Promachus sinaiticus
Promachus sinaiticus là một loài ruồi trong họ Asilidae. Promachus sinaiticus được Efflatoun miêu tả năm 1934. Loài này phân bố ở vùng Cổ Bắc giới.